# Parque Downsview

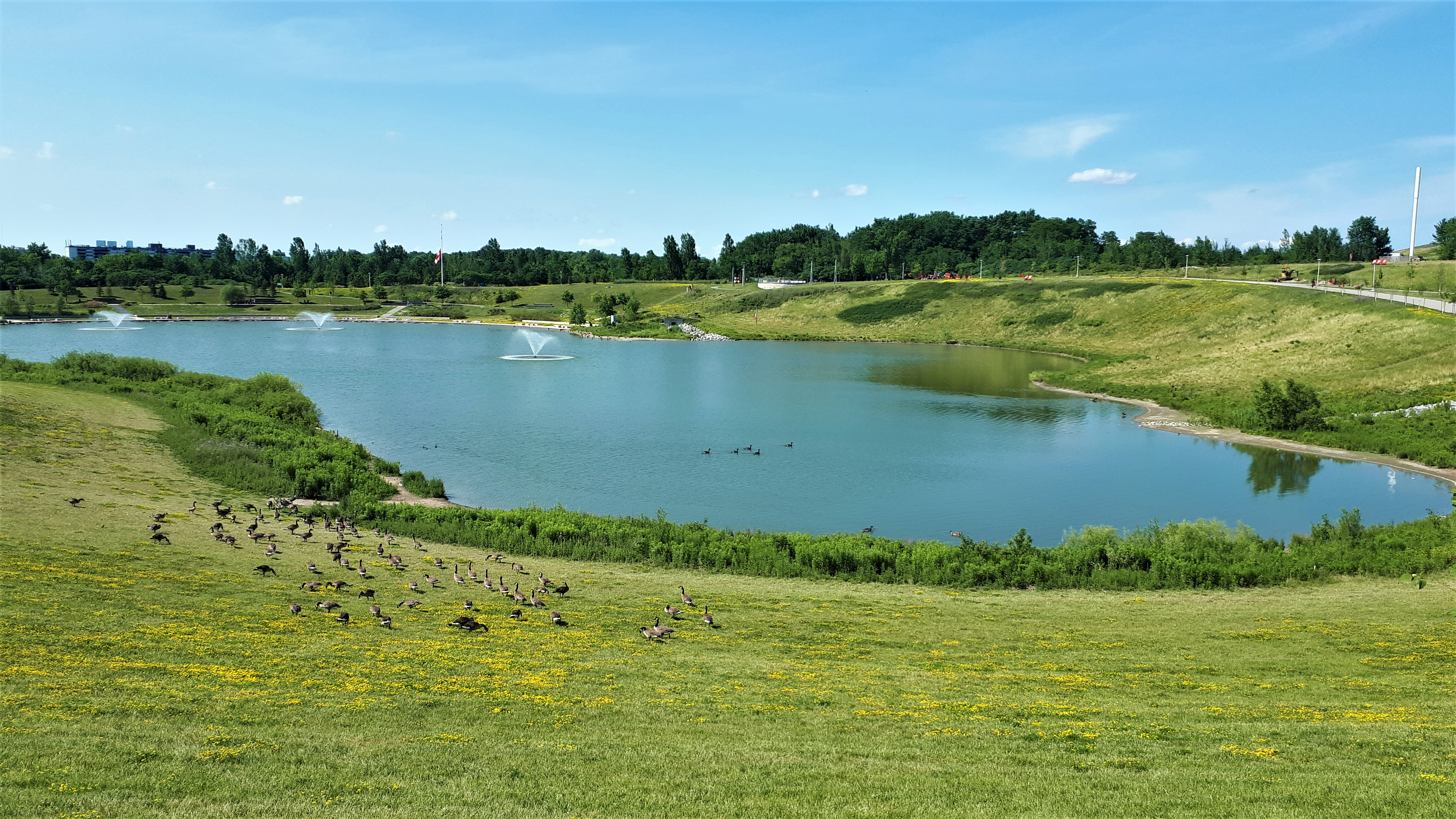
Parque Downsview

O Parque Downsview localiza-se no bairro Downsview de Toronto, Canadá. Tem uma área total de 2,4 km², o qual é usada para atividades recreacionais e culturais. É conhecido por ser um dos poucos parques nacionais urbanos no Canadá. O parque é conhecido por sediar eventos de grande porte, como por exemplo duas vindas do Papa João Paulo II, em 1984 e 2002, e o festival Molson Canadian Rocks for Toronto. 